# 29125 Kyivphysfak
29125 Kyivphysfak (1984 YL1) là một tiểu hành tinh vành đai chính được phát hiện ngày 17 tháng 12 năm 1984 bởi L. G. Karachkina ở Đài vật lý thiên văn Crimean.